# Col·lecció Olé
Olé és una col·lecció d'àlbums de còmic d'humor publicats per l'Editorial Bruguera, després convertida en segell de diverses col·leccions. La col·lecció principal va ser represa després per Ediciones B, que recopila material de l'Escola Bruguera d'historieta còmica. Fins a mitjans dels noranta va recopilar historietes serialitzades en revistes fins a completar àlbums de 78 pàgines al principi, que es van anar reduint fins a 62 al final de l'etapa de Bruguera. La llista d'àlbums que inclouen les col·leccions principals han variat fins a tres vegades, per això, de propietat, podríem distingir-hi quatre etapes repartides en les citades dues editorials.

## Etapa Bruguera

### Col·lecció principal
L'original de Bruguera (1971-1986), va començar com un ampli mostrari de tota l'escola que comprenia una àmplia varietat de sèries: Pepe Gotera y Otilio, Zipi i Zape, El botones Sacarino, Mortadel·lo i Filemó, La familia Cebolleta, Rigoberto Picaporte, Las hermanas Gilda, Anacleto, agente secreto, Don Pío, Domingón, Gordito Relleno, Los cuentos de tío Vázquez, etc. Aquests eren obra d'una gran varietat d'autors: Ibáñez, Escobar, Vázquez, Peñarroya, Segura, Nené Estivill, Gosset, Raf, etc.
En el seu primer any de vida, el tiratge mitjà dels àlbums era de 27.500 exemplars, aconseguint majors vendes les obres d'Escobar, Raf, Vázquez i sobretot Ibáñez, qui aconseguia 55.000 o 60.000.
La varietat inicial acaba al nº77, protagonitzat per La alegre pandilla de Segura, que és l'últim en que la part principal és d'un autor diferent a Ibáñez i Escobar. El nº109 és el primer que no és monogràfic d'un sol personatge, incloent històries de Rompetechos, Pepe Gotera y Otilio i El botones Sacarino, el que es farà freqüent a partir del nº164. En general Mortadelo y Filemón quan apareixen acompanyats ho solen fer d'altres personatges d'Ibáñez o bé de Sir Tim O'Theo, mentre que a Zipi y Zape l'acompanyen o altres personatges d'Escobar com Carpanta i Toby o altres personatges en edat escolar com Cinco amiguetes i La Panda.
Al començament els àlbums tenien 80 pàgines (78 d'historieta, ja que incloïa portadella i contraportadella). El 1975 va començar a reduir el nombre de pàgines a 72 (70 d'historieta), que va arribar fins a 64 (62 d'historieta) a partir de 1980, el que també va afectar les reedicions de números anteriors, eliminant pàgines.
Es van publicar 316 números.
El format va servir per popularitzar aquest tipus d'albums recopilatoris, després d'altres experiències menys exitoses en tapa dura de les col·leccions Ases del humor (1969) i Alegres Historietas (1970). Les històries incloses en general no tenien cap ordre ni detall de la procedència de les històries, amb les excepcions de dos serials especials de cinc números cadascun: els dedicats als 25 anniversari de Mortadel·lo i Filemó (números 269 a 273) i els que portaven l'encapçalament "Escobar. Rey de la historieta" (números 291, 293, 295, 297 i 299) pel 75 anniversari d'aquest autor.

#### Portades i portadelles
Les portades generalment anaven a càrrec de l'autor original encara que a l'interior poguessin aparèixer historietes d'autoria apòcrifa, fins a la marxa d'Ibáñez de Bruguera, en que comencen a aparèixer portades sense signatura o signada pel Bruguera Equip.
A les pàgines interiors de les portades hi havia il·lustracions de diversos personatges de l'editorial a càrrec dels seus autors, incloent personatges que van anar desapareixent de la col·lecció com La familia Cebolleta o Las hermanas Gilda, excepte Zipi i Zape, que van tenir uns interiors de portades diferenciats on només apareixien els seus pares i ells. Totes dues es van substituir a partir de 1980 per unes altres il·lustracions signades per Ibáñez on hi apareixen personatges de les sèries Zipi i Zape, Sir Tim O'Theo, Mortadel·lo i Filemó, El botones Sacarino, Petra, Carpanta i La Panda. Aquesta il·lustració va continuar apareixent amb Ediciones B.
La contraportada i portadelles estaven personalitzades en funció del personatge protagonista. En general les contraportades dels còmics protagonitzat per personatges amb poques aparicions, tenien portades comunes en que apareixien diferents personatges del mateix autor, mentre que els meus populars tenien portada individual. Curiosament, La familia Cebolleta sí que va tenier contraportada individual tot i tenir només dues aparicions. A principi dels anys 80, la contraportada de Mortadel·lo i Filemó va canviar: originalment apareixia una imatge de Mortadel·lo disfressat de cavaller templari amb una espasa perseguint a Filemó i va ser substituïda per una altra on apareixia disfressat d'indi americà que ha llençat una fletxa que ha donat a Filemó a través d'un diari i s'apropa a ell amb els punys tancats. Pel 25 aniversari dels personatges, cadascun dels cinc números tenien contraportades diferents. La contraportada original del duo també es va utilitzar a l'edició holandesa dels personatges, a partir de 1974. Zipi i Zape i Pepe Gotera y Otilio també van tenir dues contraportades diferents. Al 1985 es van substituir totes les contraportades per una de genèrica en forma d'anunci incloent portades de diferents personatges, inclosos Super Llopis i Benito Boniato que tenien sèries autònomes i el 1986 es va canviar per una altra on apareixien altres sèries de l'editorial.
L'abril del 1974, amb direcció de José Antonio Vidal Sales, es va introduir a la contraportada informació del director del número de la col·lecció i la data, inicialment només s'hi indicava l'any, juntament amb altres detalls com editorial, impressió, depòsit legal, isbn o preu. La major part dels números van passar a estar dirigits per Anna Maria Palé Piferrer fins a la seva marxa de l'editorial. Entremig també hi ha números dirigits per Maria Glòria Biosca Alabart. Quan Ana Maria Palé va deixar l'editorial la col·lecció va ser dirigida per Montse Vives. La manxeta es va traslladar al revers de la contraportada a partir de 1985 en l'època en què la contraportada era un anunci de les publicacions.
Entre finals dels anys 70 o a 1980, Mortadel·lo i Filemó també havia canviat les seves portadelles. A la portadella original hi apareixia Mortadel·lo fent equilibris i portant unes copes i un café devant les queixes de Filemó i a la contraportadella hi apareixia tenint una idea, mentre Filemó, lligat, agitava la bandera blanca. Les dues portadelles van ser substituïdes per una il·lustració més gran dels personatges en moto, amb Filemó posant cara de patiment al darrere del vehicle, sense semblar adonar-se que Mortadel·lo acaba d'atropellar un gat. A sobre la moto hi penjava un cartell com si fos un màstil, indicant els personatges a la portadella i amb un missatge de despedida a la contraportadella.

### El segell "Colección Olé"
A part de la col·lecció Olé principal, Bruguera va crear-ne altres independients d'aquesta, però amb el mateix format sota el segell Colección Olé. La línea va començar l'any 1979 amb los Pitufos que incloïa histoietes dels barrufets i de Jan i Trencapins, de les que van publicar 20 números. El 1980 va començar a reeditar Super López, publicant 9 històries, la única sèrie a part de la pròpia col·lecció principal que va continuar amb Ediciones B. El 1981 va arribar el torn de Pulgarcito (5 àlbums). A 1983 va començar a reeditar-se Bugs Bunny (15 àlbums) i el 1984, Benito Boniato (10 àlbums).

## Etapa d'Ediciones B

### Primera etapa (1987-1992)
Va continuar centrada sobretot en Mortadel·lo i Filemó (complementat amb altres personatges de Francisco Ibáñez) i Zipi i Zape, de Josep Escobar. Va reeditar molts números ja publicats, però ocasionalment canviava totalment el contingut. Oferia una doble numeració, la principal de la col·lecció i la del personatge principal. Comptant reedicions va arribar fins al número 417, però no va incloure tots els números compressos.
Entre els números 317 i 417 es van recollir historietes publicades a revistas de Bruguera, abans inèdites en àlbum, i noves sèries de les publicades a les revistas d'Ediciones B, incloses les obres introduïdes al seu catàleg després de l'adquisició dels fons de Buigas i tots els continguts de la longeva publicació TBO, como ho demostra la compilació d'obras de Benejam o Coll.

### Segona etapa (1992-1993)
Va tancar la sèrie principal (continuant sols la de Super López des dels temps de Bruguera) i va publicar per separat Mortadel·lo i Filemó (15 números) i Zipi i Zape (8), mantenint el format.

### Tercera etapa (des de 1993)
Al març-abril de 1993 es va establir un nou format que continua vigent, passant de 26,5x18,5 cm a 30x21 cm. Es va estrenar numeració, dividint la col·lecció en seccions diferents (al principi 4) per diferents personatges: Mortadel·lo i Filemó (que encara continua), Super Llopis (37 números fins que va canviar la denominació "Olé" per "Fans", encara que continuant amb el mateix format i numeració), Zipi y Zape (65 números fins a l'any 2000) i una sèrie de 17 números protagonitzada per 14 personatges diferents (només repeteixen 13 Rue del Percebe (3 àlbums consecutius) i Anacleto, agente secreto (2 àlbums).
Amb el mateix segell també va publicar 65 àlbums d'adaptacions de pel·lícules de Walt Disney (1996-1999), 7 de la col·lecció El pequeño Spirou (1995-2000), la continuació dels personatges Zipi i Zape a per Cera i Ramis (8 números), Els Simpson (34 números de 1996 a 2001) i Gargoyles (4 números a 1998).

## Recopilacions
Molts dels primers àlbums es van reeditar de 1971 a 1974 a la col·lecció Magos del Humor de la que es van publicar 21 toms de 400 pàgines, incloent el contingut de 5 àlbums.
De 1973 a 1974 es van publicar 14 toms de 160 pàgines de la col·lecció Selecciones de Olé. Cada tom incloïa un àlbum de Mortadel·lo i Filemó d'Ibáñez i un altre de personatges d'un altre autor.
La col·lecció que va durar més va ser Super Humor, que de fet va començar com una segona edició de Magos del Humor amb el mateix format, però reduint el nombre de pàgines, a 320. Bruguera va publicar-ne 52 i el va fer servir per altres sèries del mateix format d'Olé com Super López (1982) i Benito Boniato (1984).
El mateix format dels Super Humor va ser utilitzat per Ediciones B a partir de 1987, continuant la sèrie principal fins a 1992 i la de Super Llopis. A partir de 1992 va substituir la sèrie principal per altres per cada personatge, conseqüentment amb el tancament de la col·lecció Olé principal.